# Patrick Versluys
Patrik Versluys (Eeklo, 5 settembre 1958) è un ex ciclista su strada e dirigente sportivo belga, professionista tra il 1980 e il 1988.

## Carriera
Ciclista adatto alle corse in linea, seppe ben figurare sia nelle Classiche delle Ardenne che nelle Classiche del pavé. Nonostante numerosi buoni piazzamenti non riuscì mai ad aggiudicarsi una di queste grandi prove, i suoi migliori risultati furono il terzo posto alla Amstel Gold Race 1984, il quarto, nella stessa competizione l'anno seguente ed il secondo posto alla Parigi-Roubaix 1987, battuto in una volata ristretta, a quattro belgi, da Eric Vanderaerden.

## Palmarès
- 1980 (dilettanti)

5ª tappa, 2ª semitappa Étoile du Sud
1ª tappa Tour de Wallonie
- 1981 (Boule d'Or-Sunair, due vittorie)

Kampioenschap van Vlaanderen
Omloop van het Waasland
- 1982 (Boule d'Or-Sunair, una vittoria)

Leeuwse Pijl
- 1983 (Splendor-Euro Shop, due vittorie)

Circuit de la Vallée de la Lys - Omloop Leiedal
Flèche Hesbignonne à Cras-Avernas
- 1984 (Splendor, due vittorie)

Grand Prix Desselgem - Prix Briek Schotte
Omloop Mandel-Leie-Schelde
- 1985 (Hitachi-Splendor-Sunair, una vittoria)

Grand Prix de Denain
- 1988 (Intral Renting-Nec-Ricoh, una vittoria)

Nokere Koerse

### Altri successi
- 1978 (dilettanti)

Herfelingen
Meeffe
Oedelem
Maldegem 02/9
Bassevelde
- 1979 (dilettanti)

Waasmunster
Binche
Maldegem 21/7
Maldegem 23/7
Maldegem 12/8
Maldegem 18/9
Hamme
Kruishoutem
Zottegem-Erwetegem
Bassevelde
Geraardsbergen-Ophasselt
Maldegem
Graux
- 1980 (dilettanti)

Champion provincial Oost-Vlaanderen à Laarne
Maldegem 02/3
Seilles
Adegem
Boogaarden
Kontich
Saint Laureins
Deinze
Lierde
Knesselare 18/7
Knesselare 03/8
Knesselare 16/8
- 1982 (Boule d'Or-Sunair)

Criterium di Villerupt
Criterium di Zomergem
Kermesse di Eeklo
- 1983 (Splendor-Euro Shop)

Criterium di Deerlijk
Kermesse di Aalter
Kermesse di Ruiselede
Kermesse di Wachtebeke
- 1986 (Fangio)

Classifica dei traguardi volanti Ruta del Sol
Kustpijl Knokke Heist (Criterium)
- 1987 (ADR-Fangio)

Kermesse di Blankenberge

## Piazzamenti

### Grandi Giri
- Tour de France

1982: 94º
1984: ritirato (10ª tappa)
- Vuelta a España

1986: ritirato

### Classiche monumento
- Milano-Sanremo

1982: 8º
1983: 47º
1984: 13º
1985: 99º
- Giro delle Fiandre

1982: 7º
1984: 22º
1988: 46º
- Parigi-Roubaix

1981: 15º
1982: 14
1983: 7º
1984: 8º
1985: 11º
1986: 9º
1987: 2º
1988: 34º
- Liegi-Bastogne-Liegi

1981: 19º
1982: 13º
1984: 11º
1986: 13º